# 彩虹站
彩虹站（英語：Choi Hung Station）位於香港九龍黃大仙區牛池灣牛池灣鄉地底，為港鐵觀塘綫的鐵路車站，於1979年10月1日啟用，而車站名稱則取自於鄰近的公共屋邨彩虹邨。

## 車站設計
彩虹站是地下車站，分為兩層，上層為車站大堂，下層為月台。

### 樓層
| G  | 地面 | 出入口 |  |  |
| L1 | 大堂 | 客務中心、商店、自助服務 |  |  |
| L2 | 月台 | \| \| \| 觀塘綫往調景嶺（九龍灣） \| \| \| \| \| 1 2 \| 島式 · ↑開右邊车门 ↓開左邊车门 \| \| \| \| \| \| 觀塘綫備用路軌[註 1] \| \| \| \| \| 3 4 \| 島式 · ↑開左邊车门 ↓開右邊车门 \| \| \| \| \| \| 觀塘綫往黃埔（鑽石山） \| \| \| |  |  |
|    |      | 觀塘綫往調景嶺（九龍灣） |  |  |
|    | 1 2  | 島式 · ↑開右邊车门 ↓開左邊车门 |  |  |
|    |      | 觀塘綫備用路軌 |  |  |
|    | 3 4  | 島式 · ↑開左邊车门 ↓開右邊车门 |  |  |
|    |      | 觀塘綫往黃埔（鑽石山） |  |  |

### 大堂
彩虹站大堂設有便利店、麵包糕餅店、銀行等商店，以及自動櫃員機、自動售賣機、自動照相機、香港郵政郵箱及「數碼服務站」等。
- 大堂，付費區（2023年6月）

### 月台及車站路軌配置
彩虹站是前地鐵系統中唯一採用同層雙島式月台的車站，包括在兩側常用的兩個月台，以及在中央共用一條路軌的兩個月台。這是因為在1970年東九龍綫計劃中，東九龍綫會與觀塘綫共用九龍灣車廠，而東九龍綫列車往返鑽石山站（該綫北端終點站）與九龍灣車廠時，必須途經彩虹站。為了確保其不會影響觀塘綫班次，東九龍綫列車會途經特設的中央路軌進出車廠。另外，彩虹站中央路軌直接連接鑽石山站中央路軌（即現時觀塘綫往黃埔方向的路軌），因此九龍灣車廠的列車可以即時派車接下東九龍綫延伸至慈雲山後的人流。
觀塘綫往黃埔方向的列車由九龍灣站開出只能夠駛入車站4號月台，而由九龍灣車廠開出往黃埔方向的列車則能夠駛入車站2–4號月台；而觀塘綫往調景嶺方向的列車卻能駛入車站1–3號月台後前往九龍灣站或九龍灣車廠。由於月台要容納3條路軌，因此彩虹站月台闊度較其他車站狹窄。
彩虹站中央路軌現時會用作車務調度。每當平日繁忙時間開始前，部分列車會由九龍灣車廠駛到2、3號月台起載（然後只開啟3號月台的車門）。而當往黃埔的末班車開出後，4號月台便會成為落客月台，列車會在清客後駛回九龍灣車廠。由於彩虹站是部分班次的終點站之一，所以在3號月台的西端設有員工專用洗手間。
車站月台支柱則以彩虹的色彩作主調，並為熱門的拍攝景點；而所有月台均已裝上月台幕門。
- 1、2號月台（2021年7月）
- 3、4號月台（2021年7月）

### 出入口
現時彩虹站共設有8個出入口，當中A3出口直通商場匯八坊的地庫；至於C出口連接的行人隧道則貫通牛池灣市政大廈、牛池灣村及彩虹邨一帶，港鐵亦為行人隧道各出入口分別編上「C1–C4」的出入口編號，但實際上該行人隧道以及其四個隧道出入口並不屬於車站範圍，故即使在車站服務時段以外，行人隧道也會無間斷開放予公眾使用。
|                                            |                | |      |
| 編號                                       | 指示           | 建議前往的目的地 | 圖片 |
| 出口 · A · 1 · 盲道标志                    | 坪石邨         | 坪石公共運輸交匯處、清水灣道、基督教宣道會宣基小學（坪石）、坪石天主教小學、坪石遊樂場、聖言中學、聖公會聖約翰小學、聖若瑟英文中學 |      |
| 出口 · A · 2 · 盲道标志                    | 坪石邨         | 坪石邨、基督教勵行會、基督教家庭服務中心（都市綠洲）、煥然壹居、香港浸會大學視覺藝術院、香港聖公會九龍城青少年綜合服務中心、國際社會服務社、啟晴邨、德朗邨、啟業邨、九龍灣健康中心普通科門診診所、博愛醫院社區中醫診所、麗晶花園、聖若瑟英文小學、生命熱線、香港青年協會、宏施慈善基金社會服務處 |      |
| 出口 · A · 3 · 无障碍通道标志 · 升降机标志 | 坪石邨         | 彩虹泊車轉乘公眾停車場、匯八坊、清水灣道8號、坪石遊樂場、坪石公共運輸交匯處 |      |
| 出口 · B                                   | 牛池灣文娛中心 | 牛池灣文娛中心、彩雲邨、彩雲聖若瑟小學、清水灣道北、牛池灣消防局、牛池灣街市、牛池灣市政大廈 |      |
| 出口 · C · 1                               | 彩虹邨         | 牛池灣消防局、牛池灣村 |      |
| 出口 · C · 2 · 无障碍通道标志              | 彩虹邨         | 威豪花園、佛教孔仙洲紀念中學、東九龍分科診所、怡發花園、專線小巴站（西貢）、斧山道運動場、斧山道游泳池、乳癌基金賽馬會乳健中心、龍翔道、香港神託會培敦中學、怡富花園 |      |
| 出口 · C · 3 · 升降机标志                  | 彩虹邨         | 彩虹邨（紫薇樓方向）、彩坪閱覽室、香港儲蓄互助社協會、香港聾人協進會、保良局何壽南小學、聖公會聖十架小學 |      |
| 出口 · C · 4 · 无障碍通道标志              | 彩虹邨         | 彩虹邨（錦雲樓方向）、明愛資訊科技中心、彩虹邨天主教英文中學、香港特殊學習障礙協會、中華基督教會基華小學、采頤花園、撒瑪利亞防止自殺會、聖公會聖本德中學、楊震彩虹長者服務中心、新蒲崗、景泰苑 、啟翔苑                                                                                          |      |
| 註： 設有 \| 設有 \| 設有                  |                | |      |

- C出口24小時行人隧道（2023年6月）

### 藝術品
彩虹站設有三座雕塑，位於車站大堂。
| 圖片 | 藝術品             | 藝術家         | 位置     | 完成日期  |
| ---- | ------------------ | -------------- | -------- | --------- |
|      | 《陶醉的芭蕾舞者》 | 尹智欣（中國） | 車站大堂 | 2009年2月 |

## 接駁交通
彩虹站旁建有坪石公共運輸交匯處及泊車轉乘公眾停車場，以及鄰近彩虹站的彩虹交匯處各巴士站，可供乘客轉乘巴士、小巴或私家車前往其它地區。

## 歷史
彩虹站的總承建商為保華建築有限公司。修正早期系統通車前，前地下鐵路公司於1979年9月9日在彩虹站舉行通車前開放日，並於同月18日舉行承建商移交車站予地下鐵路公司之儀式。彩虹站於同年10月1日隨修正早期系統（石硤尾至觀塘段）通車而啟用。

### 扶手電梯預留位
現時彩虹站B出口設有預留空間以方便日後加設一條扶手電梯往返大堂及地面，但自車站啟用至今仍未有任何加裝工程。

### 安裝月台幕門測試
由於彩虹站2、3號月台是備用月台，平時沒有列車經過，亦甚少有乘客使用，因此前地鐵公司曾於1996年選擇在彩虹站2、3號月台試驗性安裝月台幕門，以研究於營運中的月台加裝月台幕門的方法，其後相關幕門被拆除。後來前地鐵公司於2001年8月再次於彩虹站2、3號月台加裝月台幕門。

### 加建A3出口
1990年代末期，香港政府發現由於過多巴士及小巴路線使用坪石公共運輸交匯處接駁地鐵，故遂批出土地予前地鐵公司發展公共運輸交匯處、泊車轉乘停車場、商場，以及住宅。項目於2006年完成，同年2月末，連接地面交匯處及車站的A3出口啟用。

### 事件

#### 反修例期間事件
- 2019年8月24日「燃點香港·全民覺醒」大遊行期間，有示威者沿觀塘道與牛頭角道前往彩虹站乘搭港鐵。當中有示威者懷疑控制室內有警員，一度進入彩虹站車站後勤範圍，有兩名警員隨即在通道手持胡椒噴劑，驅趕示威者和記者。而站內亦有示威者在牆身噴漆「狗鐵可恥」後，很快被港鐵職員嘗試抹走，其後有示威者隨即以鐳射燈照射[13]
- 2019年10月1日，彩虹站有出入口玻璃遭到破壞[14]。

- 彩虹站遭到破壞的售票機
- 彩虹站遭到破壞的玻璃欄杆和閘機

#### 冷卻塔退伍軍人桿菌
2020年2月14日，衞生防護中心發現彩虹站3個淡水冷卻塔內的退伍軍人桿菌濃度超標，其中一個更超標嚴重，已經要求港鐵暫停所有彩虹站全部4個冷卻水塔運作，並進行全面清洗及消毒。

## 流行文化
1984年，香港電影《緣份》曾於彩虹站取景，亦為片中男主角張國榮及女主角張曼玉玩緣份遊戲的其中一個地點。

## 未來發展

### 東九龍智慧綠色集體運輸系統
根據《鐵路發展策略2014》，香港政府曾建議興建一條連接途經觀塘北部一帶的「東九龍綫」，方案經多番修改後便成為「東九龍智慧綠色集體運輸系統」，當中計劃亦包括在彩虹站旁設置車站（彩虹東站），並會以行人天橋接駁現有的彩虹站。

### 引用
1. 1 2 3 4   (PDF). 港鐵公司.   [2020-02-20]. （原始内容 (PDF)存档于2022-06-24）.
2. 1 2  p.18. 《地下鐵路首日通車記念特刊》. 地下鐵路公司. 1979-09-30.
3. ↑  . 港鐵. 港鐵公司.   [2020年2月29日]. （原始内容存档于2020年2月21日） （中文（繁體））.
4. ↑  . 港鐵網頁. 港鐵公司.   [2012年2月3日]. （原始内容存档于2011年2月20日） （中文（繁體））.
5. ↑  . 港鐵網頁. 港鐵公司.   [2016年10月3日]. （原始内容存档于2016年8月26日） （中文（繁體））.
6. 1 2  "Development of the initial system of the Hong Kong Mass Transit Railway from the further studies proposals"：Coulson, C. R.（1975）
7. ↑  .   [2009-03-30]. （原始内容存档于2021-03-23）.
8. ↑  . 華僑日報. 1979-09-10.
9. ↑  . 工商晚報. 1979-09-19.
10. ↑  . 有線新聞. 2001-08-10  [2022-11-25]. （原始内容存档于2022-11-25）.
11. ↑   (PDF). 立法會. 地鐵公司.   [2022-11-25]. （原始内容存档 (PDF)于2022-11-25）.
12. ↑  . 香港地方. 2006年2月22日  [2014年4月27日]. （原始内容存档于2021年5月13日） （中文（香港））.
13. ↑  . 香港電台. 2019-08-24  [2019-08-25]. （原始内容存档于2020-04-05）.
14. ↑  . 香港01. 2019-10-01  [2020-02-03]. （原始内容存档于2020-04-14）.
15. ↑  . 蘋果日報. 2020-02-14  [2020-02-19]. （原始内容存档于2021-06-21）.
16. ↑  林兆榮. . 關鍵評論網. 2016-03-22  [2025-06-06].
17. ↑  . 星島頭條. 2024-12-26  [2025-06-06].
18. ↑  . 點新聞. 2025-06-20.
19. ↑  . 商業電台. 2025-06-20.

## 外部連結
- 港鐵公司－彩虹站街道圖 （页面存档备份，存于）
- 港鐵公司－彩虹站位置圖 （页面存档备份，存于）
- 港鐵公司－彩虹站列車服務時間 （页面存档备份，存于）